# 青木美沙子
青木美沙子（日语：／ Aoki Misako；1983年6月3日—）是日本時裝模特兒、電視藝人、YouTuber。日本蘿莉塔協會首任會長。TWIN PLANET所属。來自千葉縣。外務省可愛大使，出訪國家超25個，城市超50座。
东海大学医疗技术短期大学畢業。有正看護師（護士）及訪問介護員2級資格。有1個姊姊。

## 經歷
看護高等學校在讀期間作爲讀者模特兒出道。短期大学畢業後成爲大學醫院護士，同時作爲《KERA》蘿莉塔系魅力讀者模特兒活動。
2009年，獲外務省任命爲可愛大使，日本國外廣泛參與哥德蘿莉塔活動。獲任命後來從大學醫院退職從事居家照護。2013年春入職美容外科醫院。
2013年2月，日本蘿莉塔協會於福冈县福岡市成立，青木美沙子任會長。同年11月成爲辣妹系時尚雑誌《小惡魔ageha》模特兒。
2017年8月加入TWIN PLANET。

## 出演

### 電視節目
- 東京KAWAII TV（日本放送協會）[3]
- 國王的早午餐（日语：王様のブランチ）（TBS）[3]
- 花丸市場（日语：はなまるマーケット）（TBS）[3]
- 小汪刑事（日本電視台）[3]
- Star☆Draft會議（日语：スター☆ドラフト会議）（日本電視臺）[3]
- Zoom in!! Saturday（日语：ズームイン!!サタデー）（日本電視臺）[3]
- 幸福貧窮女孩（日语：幸せ!ボンビーガール）（日本電視臺）[3]
- 感覺很好！（日语：良かれと思って!）（富士電視台）[3]
- Seven Rules（日语：セブンルール）（關西電視台）[3]
- ABChanZoo（日语：ABChanZoo）（2018年6月24日，東京電視台）[3]
- 中居之窗（日本電視臺）[13]

### 廣播電臺
- 週刊Digitalian（日语：週刊デジタリアン）（2009年12月，TBS電台）[3]

#### 網路電臺
- 青木美沙子的★MISAKO'S可愛ROOM（Niconico直播）[3]

### 雜誌
- KERA（日语：KERA）（Mall of TV（日语：ジェイ・インターナショナル））[3]
- Gothic&Lolita Bible（日语：KERA）（Mall of TV）[14]
- 小惡魔ageha（Inforest（日语：インフォレスト））[11]

## 書籍

### 著作
- . 竹書房. 2011-06-16. ISBN 978-4812445938.
- . 邁那比出版（日语：マイナビ出版）. 2014-03-26. ISBN 978-4-8399-4911-2.

### 相關書籍
- 大槻賢二（日语：大槻ケンヂ）.  . Index Communications（日语：インデックス・コミュニケーションズ）. 2005-12. ISBN 978-4757303515.封面模特兒

## 外部連結
- 日本蘿莉塔協會 Archive.today的存檔，存档日期2013-06-25
- TWIN PLANET介紹頁面 （页面存档备份，存于）
- 青木美沙子的Ameba部落格（日語）
- 青木美沙子的LINE BLOG （页面存档备份，存于）
- 青木美沙子的X（前Twitter）
- 青木美沙子的Instagram帳戶
- 青木美沙子的新浪微博
- 青木美沙子的哔哩哔哩个人空间